# Municipio de Richland (condado de Shelby)
El municipio de Richland (en inglés: Richland Township) es un municipio ubicado en el condado de Shelby en el estado estadounidense de Illinois. En el año 2010 tenía una población de 762 habitantes y una densidad poblacional de 8,1 personas por km².

## Geografía
El municipio de Richland se encuentra ubicado en las coordenadas 39°23′23″N 88°38′22″O / 39.38972, -88.63944. Según la Oficina del Censo de los Estados Unidos, el municipio tiene una superficie total de 94.07 km², de la cual 94,07 km² corresponden a tierra firme y (0 %) 0 km² es agua.

## Demografía
Según el censo de 2010, había 762 personas residiendo en el municipio de Richland. La densidad de población era de 8,1 hab./km². De los 762 habitantes, el municipio de Richland estaba compuesto por el 98,69 % blancos, el 0,13 % eran afroamericanos, el 0,13 % eran asiáticos, el 0,66 % eran de otras razas y el 0,39 % eran de una mezcla de razas. Del total de la población el 0,79 % eran hispanos o latinos de cualquier raza.